# Міський стадіон (Острава)
Міський стадіон в Остраві-Вітковіце (чеськ. Městský stadion v Ostravě-Vítkovicích) — багатофункціональний стадіон в Остраві-Вітковіце, Чехія, домашня арена ФК «Банік».
Стадіон побудований та відкритий 1938 року. У 2012–2015 роках реконструйований. Потужність становить 15 213 глядачів.